# محوطه سرآب امارتی امیر
محوطه سرآب امارتی امیر مربوط به سده‌های اولیه دوران‌های تاریخی پس از اسلام است و در شهرستان سلسله (الشتر)، بخش مرکزی، دهستان قلعه مظفری، ۶۰۰ متری شمال شرق روستای امیرعلیا واقع شده و این اثر در تاریخ ۳۰ بهمن ۱۳۸۶ با شمارهٔ ثبت ۲۱۱۱۵ به‌عنوان یکی از آثار ملی ایران به ثبت رسیده است.